# Рудненский район
Рудненский район — административно-территориальная единица в составе Ленинградской области РСФСР с центром в селе Рудно (с 1930 года — Выскатка), существовавшая в 1927—1933 годах.
Рудненский район в составе Лужского округа Ленинградской области был образован в августе 1927 года из 22 сельсоветов Выскатской волости, 1 с/с Заянской волости и 2 с/с Гдовской волости Гдовского уезда Ленинградской губернии.
30 августа 1930 года центр района был перенесён в село Выскатка.
10 августа 1933 года Рудненский район был упразднён, а его территория разделена между Осьминским и Гдовским районами.

## Административное деление
При образовании в состав района вошло 25 сельсоветов: 
- Боровенский,
- Выскатский,
- Гверездненский,
- Ельминский,
- Журавлевский,
- Зажупанский,
- Заручьевский,
- Заяцковский,
- Казниковский,
- Китковский,
- Клинский,
- Лосевогорский,
- Новолокский,
- Пантелейковский,
- Патреевский,
- Пелешский,
- Подсосенский,
- Польский,
- Попаницкий,
- Рожкинский,
- Рудненский,
- Русецкий,
- Старинский,
- Черновский,
- Шовковский.

В ноябре 1928 года были упразднены Боровенский, Гверездненский, Ельминский, Журавлевский, Заяцковский, Зажупанский, Казниковский, Китковский, Клинский, Лосевогорский, Новолокский, Пантелейковский, Патреевский, Подсосенский, Попаницкий, Рожкинский, Русецкий, Старинский, Шавковский с/с; образованы Вейнский, Горобский, Лужицкий, Новосельский, Попковогорский, Савиновщинский, Столбовский с/с. В декабре того же года Черновский с/с был передан в Кингисеппский район Ленинградского округа, а из Осьминского района в Рудненский был передан Кологривский с/с.